# L'amore bugiardo - Gone Girl
L'amore bugiardo - Gone Girl (Gone Girl) è un film thriller psicologico del 2014 diretto da David Fincher  e scritto da Gillian Flynn, basato sul suo romanzo omonimo del 2012. È interpretato da Ben Affleck, Rosamund Pike, Neil Patrick Harris, Tyler Perry e Carrie Coon al suo debutto cinematografico.

## Trama
Rientrando a casa il giorno del quinto anniversario del suo matrimonio, Nick Dunne scopre che sua moglie Amy è scomparsa. La sua sparizione riceve forte attenzione da parte della stampa, essendo Amy la musa ispiratrice della popolare serie di libri per bambini Amazing Amy, creata dai suoi genitori, due famosi psicologi newyorkesi.
Conosciutisi a Brooklyn quando entrambi lavoravano nel campo dell'editoria, dopo il matrimonio Nick e Amy si erano trasferiti a North Carthage, in Missouri, città natale di Nick, per stare vicini a sua madre malata. In questo contesto entrambi avevano perso il lavoro: Amy era divenuta casalinga, mentre Nick, da aspirante scrittore, era divenuto docente di giornalismo al college, nonché proprietario di un bar assieme a sua sorella gemella Margot.
La detective Rhonda Boney fa un sopralluogo nella loro casa e trova segni di colluttazione celati in modo grossolano. La polizia conduce un'analisi forense e scopre i resti di macchie di sangue lavate, che portano alla conclusione che Amy sia stata assassinata. Nascono sospetti che Nick sia responsabile, ed il suo comportamento schivo viene interpretato dai “media” come quello di un sociopatico.
Alcuni flashback che provengono dal racconto che la stessa Amy fa attraverso un suo diario rivelano che a seguito del loro trasferimento in Missouri, il matrimonio tra lei e Nick era naufragato: Nick era diventato pigro, distante, disinteressato e infedele.
Intanto, la detective Boney trova prove di problemi finanziari e di dispute domestiche, ed un testimone dichiara che Amy era intenzionata a comprare una pistola. Viene anche rinvenuto un documento medico che rivela che Amy era incinta, cosa di cui Nick nega di essere a conoscenza.
Nick, nel frattempo, assume Tanner Bolt, un avvocato specializzato nel difendere uomini accusati di aver ucciso le loro mogli. Egli riesce a convincere Margot della sua innocenza. Le racconta di come il rapporto con la moglie si fosse deteriorato negli ultimi anni, di aver cercato in tutti i modi di salvarlo, ma di aver sempre incontrato l'opposizione di Amy, anche quando avrebbe voluto avere un figlio da lei: per questo motivo aveva infatti depositato il suo seme presso una clinica della fertilità, per lasciare a lei la decisione circa la gravidanza. Nick scopre inoltre che, in passato, la moglie - evidentemente disturbata - aveva perseguitato un ex fidanzato, facendolo ingiustamente condannare per violenza sessuale.
A questo punto il racconto di Amy riprende in una nuova luce. Ella è viva, è fuggita e si è nascosta in un residence anonimo e lontano. Nutre risentimento verso Nick per il fallimento del loro matrimonio, la solitudine che ha vissuto dopo essersi trasferiti in Missouri, e soprattutto per il tradimento del marito con una sua studentessa. È proprio di questo tradimento che Amy sembra principalmente volersi vendicare.
Amy aveva pianificato tutto per incastrare Nick nei minimi dettagli: si era fatta amica la vicina incinta, per poterle rubare l'urina da usare per il test di gravidanza, si era prelevata da sola il sangue per simulare tracce di un omicidio in casa, e aveva creato un diario nel quale riportava le sue paure verso Nick. Attraverso indizi di una caccia al tesoro, un gioco che lei e Nick erano soliti fare per il loro anniversario, si assicura che egli visiti i posti dove lei ha lasciato prove della sua colpevolezza, cosicché la polizia le scopra. Aspettandosi che Nick sia accusato di omicidio e condannato a morte, contempla il suicidio dopo la sua esecuzione.
Tuttavia, quando al residence in cui alberga i vicini di stanza la derubano di tutti i soldi che aveva portato con sé, essendo fallito il suo proposito di fuga, Amy escogita un modo per fare ritorno a casa: chiama Desi, un suo vecchio spasimante che in passato l'aveva corteggiata in modo insistente. Amy gli racconta di essere scappata da Nick per paura che la uccidesse. Desi, ancora invaghito di lei, accetta di fornirle un riparo alla sua casa al lago.
Dopo che l'amante di Nick rivela la loro relazione in una conferenza stampa, Nick appare in un talk show per proclamare la sua innocenza, chiedere perdono per i suoi errori di marito fedifrago, sperando così di attirare le simpatie di un'opinione pubblica che lo disprezzava.
 Tuttavia, il ritrovamento nel camino della presunta arma del delitto da parte della polizia (messa da Amy stessa in precedenza, per incastrarlo) fa precipitare le cose. Le prove contro di lui sembrano schiaccianti e Nick viene tratto in arresto.
Decisa a ritornare a casa, colpita dall'intervista di Nick, in cui ha rivisto l'uomo di cui si era innamorata, per giustificare agli occhi di tutti la sua scomparsa, Amy inscena un rapimento da parte di Desi: crea segni di abusi e ferite su se stessa, e usa le telecamere di sorveglianza della casa a suo vantaggio, facendo sembrare che egli l'avesse tenuta prigioniera e avesse abusato di lei. Una sera lo seduce e poi gli taglia la gola durante un rapporto sessuale, uccidendolo, dopo di che torna a casa da Nick ancora coperta di sangue.
Con il suo rientro Nick è automaticamente scagionato da ogni accusa. Alla polizia che le obietta che il marito da cui è tornata è la stessa persona da cui si sentiva minacciata, Amy ribatte di averlo perdonato, e di volerci riprovare con lui. Boney fa domande riguardo ad alcuni punti oscuri della vicenda, ma Amy riesce a convincere del suo racconto i membri dell'FBI lì presenti.
Arrivati a casa, Amy rivela la verità a Nick, chiedendogli di rimanere accanto a lei come marito. Ella da un lato è ancora attratta dal marito, dall'altro teme che, se questi la lasciasse, su di lei ricadrebbero i sospetti per la morte di Desi. Nick racconta però tutto a Boney. Egli vorrebbe che la polizia andasse fino in fondo nella vicenda e che venissero trovate prove della colpevolezza della moglie, ma Boney lo dissuade, affermando che il caso non è più di sua competenza, dal momento che è divenuto federale, e che è stato ufficialmente chiuso.
Nick, resosi conto di avere a che fare con una pericolosa psicopatica, vorrebbe lasciarla pubblicamente ma Amy gli rivela di essere rimasta incinta grazie all'inseminazione artificiale fatta con lo sperma che in passato egli aveva depositato presso la clinica della fertilità. Nick reagisce in modo "passivo-aggressivo" all'insistenza di Amy di rimanere sposati ma, con addosso gli occhi della stampa e la responsabilità per il bambino in arrivo, decide di rimanere con lei nonostante le obiezioni di Margot.
Il film si conclude con ambiguità, con la coppia unita nonostante il male e le menzogne reciproche, facendo intuire la complessità della dinamica del loro rapporto "vittima-carnefice".

## Produzione
Nel 2011 il produttore Leslie Dixon legge il manoscritto del romanzo, e nel dicembre dello stesso anno lo porta all'attenzione di Reese Witherspoon. L'attrice intravede grandi potenzialità nel portare il romanzo sul grande schermo e, insieme con Dixon, collabora con la produttrice Bruna Papandrea per lo sviluppo del progetto, la cui produzione parte nel 2012.
Il budget del film è stato di 61 milioni di dollari.

### Riprese
Le prime riprese del film, senza il cast, iniziano l'11 settembre 2013, mentre le riprese con gli attori partono il 15 settembre a Cape Girardeau (nello stato del Missouri), dove proseguono per cinque settimane prima di spostarsi a Los Angeles.

### Cast

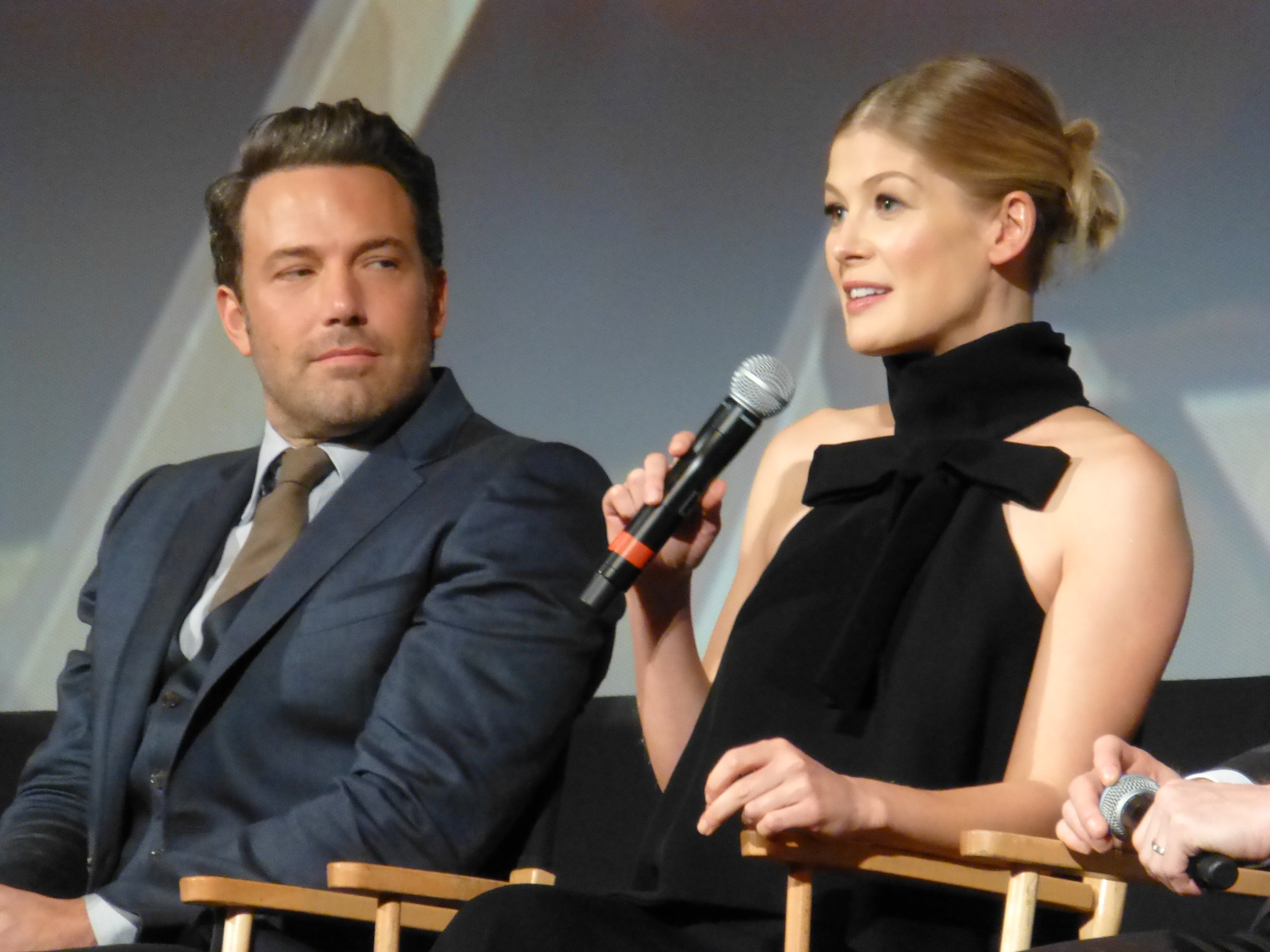
I protagonisti Ben Affleck e Rosamund Pike alla presentazione del film al New York Film Festival.

Per il ruolo di Amy Dunne, andato a Rosamund Pike, sono state prese in considerazione le attrici Reese Witherspoon (produttrice della pellicola), Charlize Theron, Natalie Portman, Emily Blunt, Rooney Mara, Olivia Wilde, Abbie Cornish e Julianne Hough.
Ben Affleck ha rinviato le riprese di un suo film pur di lavorare con David Fincher in questo film.

## Colonna sonora
Il 21 gennaio 2014 Trent Reznor annuncia via twitter che lui e Atticus Ross collaboreranno alla colonna sonora del film. È la terza collaborazione tra i due e Fincher, dopo aver curato la colonna sonora dei film The Social Network e Millennium - Uomini che odiano le donne.

## Distribuzione
Il primo sneak peek del trailer viene diffuso dal programma Entertainment Tonight l'11 aprile 2014 insieme con l'annuncio che il full trailer sarà diffuso il lunedì successivo, infatti il 14 aprile viene diffuso il primo trailer del film.
La pellicola è stata distribuita nelle sale cinematografiche statunitensi a partire dal 3 ottobre 2014 e in quelle italiane dal 18 dicembre dello stesso anno.
Il film ha incassato al botteghino più di 369 milioni di dollari, di cui quasi 168 in patria e più di 201 all'estero.

## Riconoscimenti
- 2015 - Premio Oscar
  - Candidatura per la migliore attrice protagonista a Rosamund Pike
- 2015 - Golden Globe
  - Candidatura per il miglior regista a David Fincher
  - Candidatura per la migliore attrice in un film drammatico a Rosamund Pike
  - Candidatura per la migliore sceneggiatura a Gillian Flynn
  - Candidatura per la migliore colonna sonora originale a Trent Reznor e Atticus Ross
- 2015 - British Academy Film Awards
  - Candidatura per la migliore attrice protagonista a Rosamund Pike
  - Candidatura per la migliore sceneggiatura non originale a Gillian Flynn
- 2014 - National Board of Review of Motion Pictures
  - Migliori dieci film dell'anno
- 2015 - Screen Actors Guild Award
  - Candidatura per la miglior attrice in un film a Rosamund Pike
- 2014 - Festival internazionale del film di Roma
  - Premio Farfalla d'Oro Agiscuola
- 2015 - Producers Guild of America
  - Candidatura per il miglior film
- 2015 - Writers Guild of America Award
  - Candidatura per la miglior sceneggiatura non originale
- 2015 - Satellite Awards
  - Candidato per il miglior film
  - Candidato per la miglior attrice a Rosamund Pike
  - Candidato per il miglior regista a David Fincher
  - Candidato per la miglior sceneggiatura non originale a Gillian Flynn
  - Candidato per la miglior fotografia a Jeff Cronenweth
  - Candidato per la miglior colonna sonora a Atticus Ross e Trent Reznor
  - Candidato per il miglior sonoro a Ren Klyce e Steve Cantamessa
- 2015 - Empire Awards[13]
  - Miglior attrice a Rosamund Pike
  - Candidato per il miglior debutto femminile a Carrie Coon
  - Candidato per il miglior thriller
- 2014 - Critics' Choice Movie Award
  - Miglior sceneggiatura non originale a Gillian Flynn
  - Candidato per il miglior film
  - Candidato per la miglior attrice a Rosamund Pike
  - Candidato per il miglior regista a David Fincher
  - Candidato per il miglior montaggio a Kirk Baxter
  - Candidato per la miglior colonna sonora a Atticus Ross e Trent Reznor

- 2014 - St. Louis Film Critics Association Awards
  - Miglior attrice a Rosamund Pike
  - Miglior sceneggiatura non originale a Gillian Flynn
  - Candidato per il miglior film
  - Candidato per il miglior regista a David Fincher
  - Candidato per la miglior attrice non protagonista a Carrie Coon
  - Candidato per la miglior scenografia
  - Candidato per la miglior fotografia
  - Candidato per la miglior colonna sonora
- 2014 - Hollywood Film Awards
  - Miglior film
  - Miglior sceneggiatura a Gillian Flynn
  - Miglior sonoro a Ren Klyce
- 2014 - ACE Eddie Awards
  - Candidato per il miglior montaggio per un film drammatico a Kirk Baxter
- 2015 - People's Choice Awards
  - Candidato per il film thriller preferito dal pubblico
- 2015 - Motion Picture Sound Editors Golden Reel Awards
  - Candidato per la miglior musica
- 2015 - Costume Designers Guild Awards
  - Candidato per i migliori costumi per un film ambientato nel presente
- 2015 - Empire Awards
  - Miglior attrice a Rosamund Pike
- 2015 - MTV Movie Awards[14][15]
  - Candidato per il miglior film
  - Candidato per la performance più terrorizzante a Rosamund Pike
  - Candidato per la miglior performance rivelazione a Rosamund Pike
  - Candidato per il miglior cattivo a Rosamund Pike
- 2015 - Saturn Awards[16][17]
  - Miglior film thriller
  - Candidato per la miglior attrice a Rosamund Pike